# Shankarpur
Shankarpur (nep. शंकरपुर) – gaun wikas samiti w zachodniej części Nepalu w strefie Mahakali w dystrykcie Baitadi. Według nepalskiego spisu powszechnego z 2011 roku liczył on 454 gospodarstwa domowe i 2310 mieszkańców (1238 kobiet i 1072 mężczyzn).